# Christian Bille

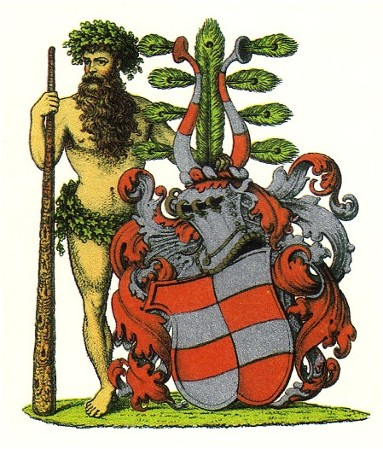
Ätten Billes vapen såsom det avbildades i Danmarks Adels Aarbog 1890.

Christian Høyer Bille, född den 19 augusti 1799, död den 19 juni 1853, var en dansk diplomat.
Bille var 1827-33 legationssekreterare i Stockholm, 1833-36 i London, 1847-49 och 1850-51 sändebud i Stockholm, 1852-53 i London. Som sändebud i Stockholm under det slesvig-holsteinska kriget arbetade Bille livligt för att förmå Sverige att alliera sig med Danmark och nådde även vissa framgångar. Han deltog i de varaktiga underhandlingarna i Malmö 1848 och i Wien 1851-52. Som sändebud i London förde Bille de underhandlingar, som 1852 ledde till Londontraktaten.